# Haigerloch
Haigerloch is een gemeente in de Duitse deelstaat Baden-Württemberg, gelegen in het Zollernalbkreis. De stad telt 10.775 inwoners.

## Geografie
Haigerloch heeft een oppervlakte van 76,46 km² en ligt in het zuidwesten van Duitsland.

## Geschiedenis
Haigerloch werd in 1095 voor het eerst vermeld en kreeg in de 13e eeuw stadsrechten.
Sinds 1170 was het in bezit van de graven van Hohenberg. De stad werd in 1354 vanwege een erfeniskwestie in tweeën gedeeld, maar in 1381 weer verenigd en aan Oostenrijk verkocht. In 1497 kwam Haigerloch toe aan de Hohenzollern, die daar in 1567 het graafschap Hohenzollern-Haigerloch stichtten. Toen deze linie in 1634 uitstierf, kwam de stad toe aan Hohenzollern-Sigmaringen. Vorst Jozef Frans Ernst maakte Hechingen in 1737 tot residentie van zijn vorstendom, na zijn dood werd dit echter opnieuw Sigmaringen.

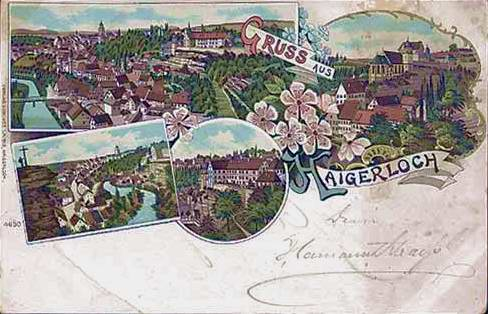
Haigerloch in 1898

Vorst Karel Anton stond zijn land in 1849 aan Pruisen af. Haigerloch maakte hierna deel uit van het Regierungsbezirk Sigmaringen. Aan het eind van de Tweede Wereldoorlog was de stad locatie van het Duitse kernwapenproject.
In 1945/46 werd Haigerloch door de Franse bezetters bij de deelstaat Württemberg-Hohenzollern gevoegd, die in 1952 opging in Baden-Württemberg.

## Partnersteden
- Noyal-sur-Vilaine (Frankrijk)

Albstadt ·
Balingen ·
Bisingen ·
Bitz ·
Burladingen ·
Dautmergen ·
Dormettingen ·
Dotternhausen ·
Geislingen ·
Grosselfingen ·
Haigerloch ·
Hausen am Tann ·
Hechingen ·
Jungingen ·
Meßstetten ·
Nusplingen ·
Obernheim ·
Rangendingen ·
Ratshausen ·
Rosenfeld ·
Schömberg ·
Straßberg ·
Weilen unter den Rinnen ·
Winterlingen ·
Zimmern unter der Burg